# Exterritoriale Organisationen und Körperschaften
Exterritoriale Organisationen und Körperschaften ist eine im EU-Recht verankerte Klasse der Organisationen und Körperschaften (katalogischen Körperschaften) mit rechtlichem Sonderstatus, die aber als Wirtschaftszweig innerhalb der Nationalökonomie stehen.

## Statistische Systematik der Wirtschaftszweige
Exterritoriale Organisationen und Körperschaften sind in der Statistischen Systematik der Wirtschaftszweige in der Europäischen Gemeinschaft (NACE) in der aktuellen Revision 2 unter dem Abschnitt «U» (Rev. 1.1: «Q») und der Abteilung «99» geführt
Die Klasse umfasst
- Tätigkeiten internationaler Organisationen wie der Vereinten Nationen (UNO) und ihrer Sonderorganisationen, von Regionalorganisationen usw., des Internationalen Währungsfonds (WF), der Weltbank, der World Customs Organisation (WCO/WZO), der Organisation für Wirtschaftliche Zusammenarbeit und Entwicklung (OECD), der Organisation erdölexportierender Länder (OPEC), der Europäischen Gemeinschaften (EG), der Europäischen Freihandelsassoziation (EFTA) usw.
- sowie Tätigkeiten von diplomatischen und konsularischen Vertretungen (sofern sie dem Staat zugerechnet werden, in dem sie sich befinden, und nicht dem Staat, den sie vertreten)

Die Klasse wird nicht weiter unterteilt und als 99.00.00 geführt.

## Nationales

### Österreich
In Österreich, das – nach New York – das „zweitgrößte Netz bilateraler und multilateraler Vertretungen“ hat, sind 18.000 „internationale Beamte“ aus 174 Staaten akkreditiert (darunter aber auch die Familienangehörigen und das technische und Hauspersonal). Der Anteil der unselbstständig Beschäftigten Österreicher belief sich 2010 auf 8100 (0,23 % der unselbstt. Ewtg.).
Zu den wichtigsten Arbeitgebern gehören etwa ein Dutzend Organisationen von der UNO bis zur OPEC in Wien-UNO-City (Vienna International Centre), bei denen 173 Staaten in Österreich akkreditiert sind (130 davon mit Sitz in Österreich) und die Organisation für Sicherheit und Zusammenarbeit in Europa (OSZE) in der Wiener Hofburg mit 56 akkreditierten Staaten (55 in Österreich). 127 Staaten der Erde haben einen Sitz (Botschaft, Konsulat) in Österreich, der Rest unterhält die Beziehungen mit Österreich von Drittländern (vor allem von der Schweiz) aus.